# 피아트 124

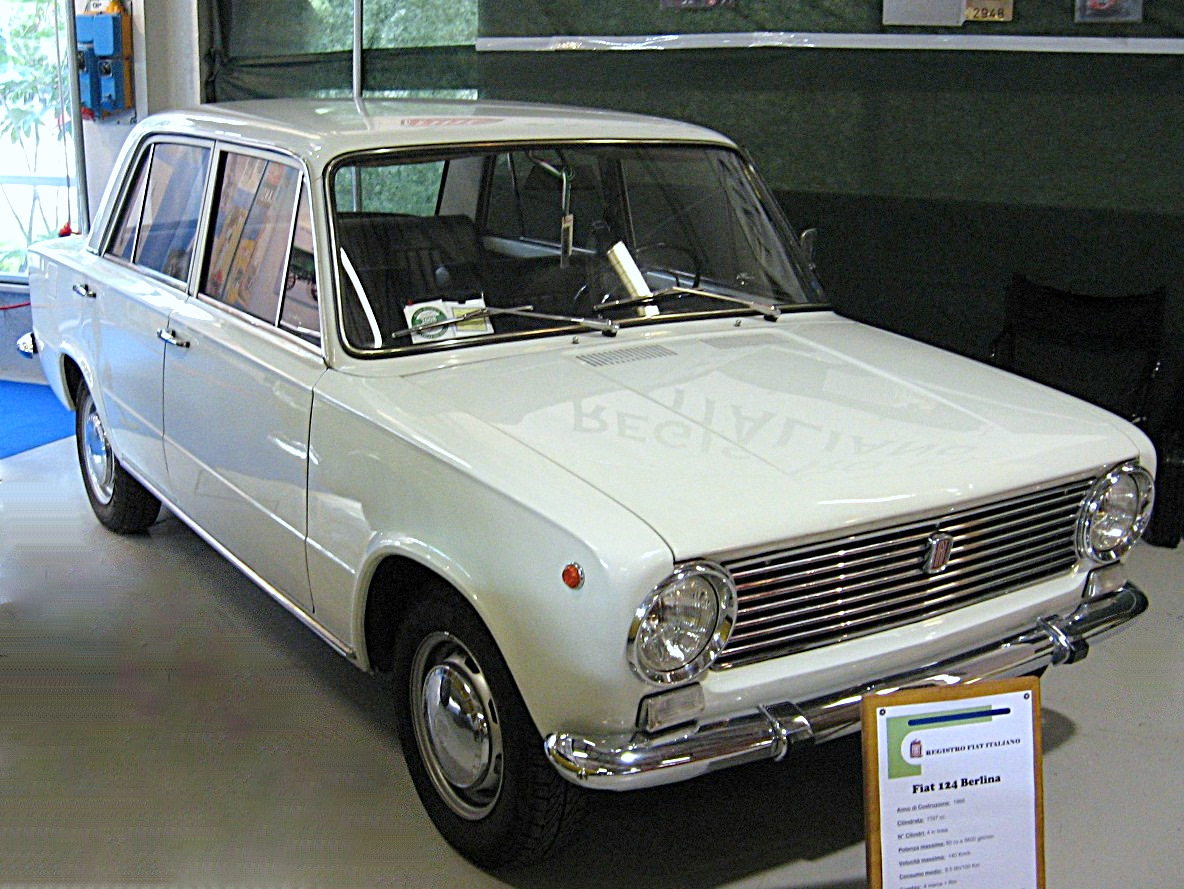
피아트 124 정측면

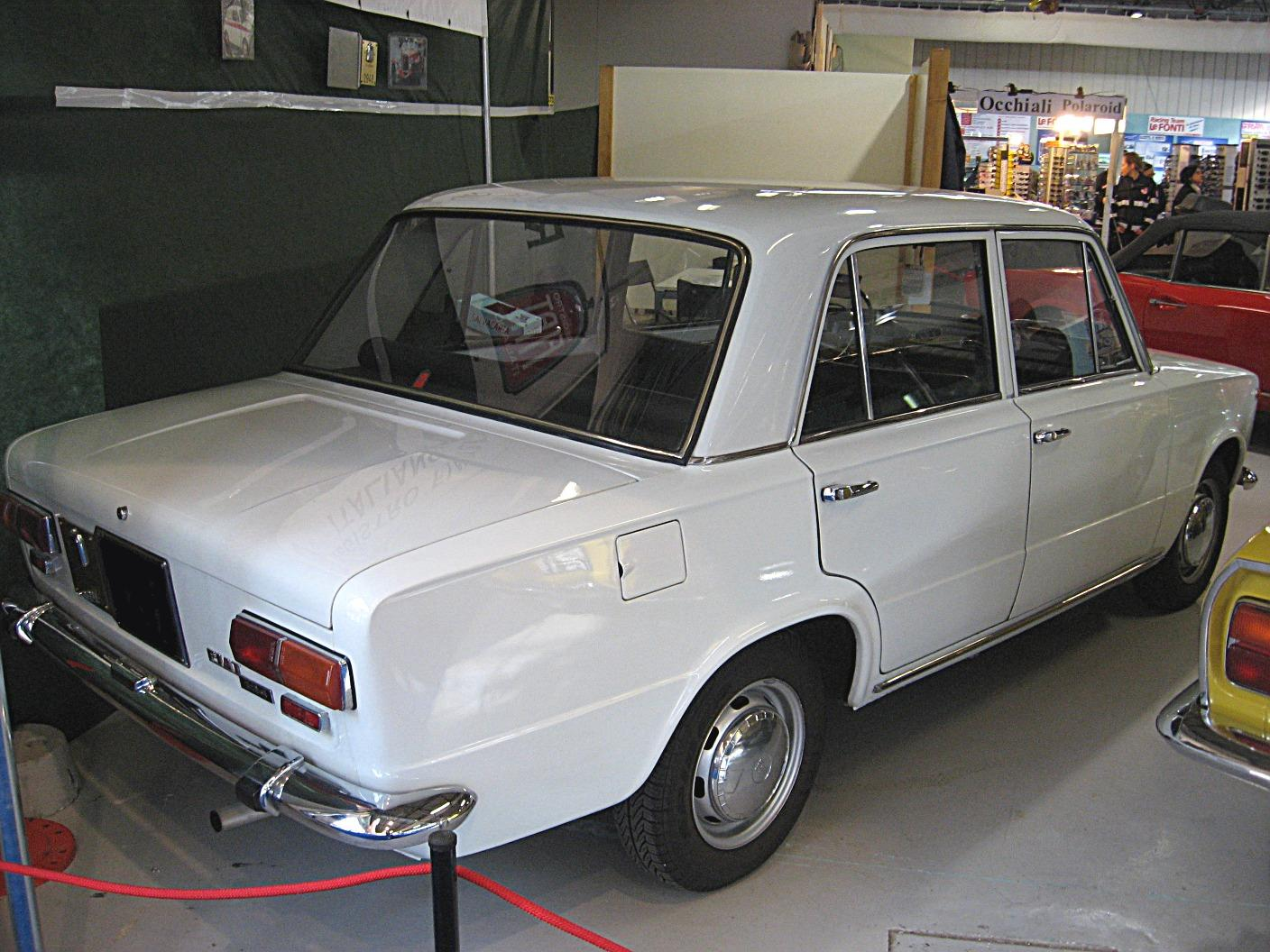
피아트 124 후측면

피아트 124(Fiat 124)는 과거 기아자동차의 계열사였던 아시아자동차공업에서 생산한 후륜구동 방식의 준소형차로, 1966년에 1300/1500의 후속 차종으로 처음 출시되었다. 실용적이고 경제적이어서 유럽에서 큰 인기를 끌었다. 아시아자동차공업의 피아트 시리즈는 피아트와 합작하여 만들어졌다. 대한민국에서는 1970년 4월에 시판되었다. 당시 잘 달리기로 소문난 피아트의 차답게 경쾌한 달리기와 돋보이는 실용성, 경제적이면서 내구성이 좋아 잔고장이 없는 차로 대한민국의 오너 드라이버들에게 크게 환영받았다. 1.2L 엔진은 페라리의 아우렐리오 람프레디가 설계한 엔진이기도 하다. 최고 출력 65마력에 최고 속도 145km를 냈고, 디스크 브레이크와 코일 스프링 서스펜션 등 당시 소형차 기준으로는 고사양의 메카니즘이 적용되었다. 쿠페와 컨버터블, 그리고 스테이션 왜건형도 있었으나, 대한민국에서는 세단만 판매되었다. 1971년 7월에는 원형 헤드 램프가 더블 헤드 램프로 바뀌고, 라디에이터 그릴의 폭이 좁아지는 등 소폭의 디자인 변경이 이루어졌다. 1970년에서 1973년까지 6,800여 대가 팔렸다. 124는 꾸준한 판매를 보였으나, 대한민국에서는 피아트와의 계약 문제로 1973년 4월에 단종되었다. 이후 아시아자동차공업은 승용차 사업을 접고, 상용차에만 집중했으며 현재까지 기아자동차의 준소형차는 단 1대도 존재하지 않는다. 해외에서는 1974년에 단종되어 131이 후속 차종으로 계승되었고, 대한민국에서는 1974년에 기아자동차에서 출시한 132가 후속 차종으로 계승되었다. 2014년 현재 아시아자동차공업이 생산한 124는 3대로 추정되며, 그 중 유일한 1세대 124는 서울에 거주하는 유강준이 1970년에 80만 원을 주고 구입하여 30년 동안 관리하다 현대자동차에서 보존을 위하여 매입 이후 복원 중이다.

## 제원
| 구분                 | 1.2L OHV           |
| -------------------- | ------------------ |
| 전장 (mm)            | 4,042              |
| 전폭 (mm)            | 1,625              |
| 전고 (mm)            | 1,420              |
| 축거 (mm)            | 2,420              |
| 윤거 (전, mm)        | 1,330              |
| 윤거 (후, mm)        | 1,300              |
| 승차 정원            | 5명                |
| 구동 형식            | 후륜 구동          |
| 변속기               | 수동 4단           |
| 엔진 형식            | 124                |
| 연료                 | 가솔린             |
| 배기량 (cc)          | 1,197              |
| 최고 출력 (ps/rpm)   | 65/5,600           |
| 최대 토크 (kg*m/rpm) | 6.0/3,400          |
| 서스펜션 (전/후)     | 더블 위시본/4 링크 |